# Roberto Molinelli
Roberto Molinelli (Ancona, 23 marzo 1963) è un compositore, direttore d'orchestra e violista italiano.

## Biografia
Musicista versatile ed eclettico, unanimemente apprezzato, da oltre 20 anni, in campo nazionale ed internazionale, per la sua capacità di creare, comporre e realizzare progetti di ogni genere musicale dal classico, al jazz, al pop, al rock cercando di costruire un dialogo tra generi e stili diversi.
Nato ad Ancona si diploma in viola con il massimo dei voti e la lode presso il Conservatorio “G.Rossini” di Pesaro, perfezionandosi poi a Ginevra con il prestigioso violinista e direttore Alberto Lysy, vincitore del Premio Regina Elisabetta, collaborando con la sua orchestra d’archi, la Camerata Lysy.
Frequenta i corsi di Composizione con i M° Luca Lombardi, Fulvio Delli Pizzi, Edgar Alandia, per poi iniziare lo studio della Direzione d’orchestra con il M° Gustav Kuhn.
Nel 1978 fonda, insieme ad un gruppo di amici musicisti, l’Orchestra Filarmonica Marchigiana suonando la viola al concerto di esordio della neonata compagine, realizzato presso il Teatro dell’Aquila di Fermo. 
Fino ai primi anni 2000 ricoprirà poi il ruolo di Prima Viola dell’OFM, per poi dedicarsi alla carriera di direttore d’orchestra, arrangiatore e compositore.
Sempre con l’Orchestra Filarmonica Marchigiana e in collaborazione con l’Università Politecnica delle Marche, realizza il compact disc “America!” con sue composizioni originali per solisti e orchestra sinfonica.
Fin da giovanissimo suona come violista solista con orchestre e in recitals con pianoforte, vincendo nel contempo primi premi assoluti in concorsi nazionali e internazionali ed esibendosi in alcune delle più prestigiose sale da concerto italiane ed estere. 
Costantemente invitato da Enti e sale da concerto di tutto il mondo, ha realizzato in formazioni cameristiche tournée in America esibendosi a New York, Washington e in altri Stati quali il Connecticut e il Texas, in collaborazione con l’Ambasciata italiana.
Avvia una proficua collaborazione con gli Istituti Italiani di Cultura di Mosca, di New York, del Cairo e di Bruxelles, esibendosi nei rispettivi paesi e realizzando un’incisione discografica per le celebrazioni del 700º anniversario di Dante Alighieri.
Come direttore, compositore e arrangiatore nel corso degli anni ha collaborato con numerosi artisti, tra i quali Josè Carreras, Andrea Bocelli, Céline Byrne, Gaston Rivero, Erwin Schrott, Gustav Kuhn, Cecilia Gasdia, Anna Caterina Antonacci, Nicola Alaimo, Anna Maria Chiuri, Desiree Rancatore, Valeria Esposito, Giovanni Sollima, Andrea Griminelli, Valeria Moriconi, Federico Mondelci, Enrico Dindo, Domenico Nordio, Anna Serova, Lorenzo Bavaj, Corrado Giuffredi, Danilo Rossi, Giorgio Zagnoni.
Molte sue composizioni, come il concerto per Sassofono e orchestra “Four Pictures From New York”, i concerti per Violoncello e orchestra “Twin Legeds” e “Iconogramma”, il concerto per Fisarmonica e orchestra “Il Bosco della Musica”, commissionato dal Premio Internazionale della Fisarmonica di Castelfidardo, hanno permesso di ampliare il repertorio dei rispettivi strumenti e sono correntemente eseguiti in tutto il mondo.
Particolare attenzione ha meritato la trascrizione dei 24 Capricci di Paganini per Violino e orchestra, eseguiti per la prima volta durante l’inaugurazione di Parma Capitale della Cultura 2020, con il violinista Yuri Revich e l’Orchestra Sinfonica Arturo Toscanini.
La sua opera “Montessoriana”, commissionata nell’anno 2000 dall’Opera Nazionale Montessori e dalla Casa Natale Montessori – Comune di Chiaravalle, dopo la storica interpretazione dell’attrice Valeria Moriconi nel ruolo della protagonista, in occasione delle celebrazioni del Centenario per Maria Montessori 1907‐2007 è stata da lui diretta e rappresentata in Svezia, Stati Uniti d’America e a Roma, nella Sala Sinopoli dell’Auditorium Parco della Musica.
Molte sue première sono state eseguite da alcune delle più importanti orchestre sinfoniche internazionali in sedi illustri: Carnegie Hall di New York, Orchestra Filarmonica della Scala, Kremerata Baltica di Gidon Kremer, Moscow Chamber Orchestra, I Concerti Euroradio, Teatro Comunale di Bologna, Teatro Pavarotti di Modena, Ravello Festival, Ministero dei Beni Culturali-Roma, Teatro Hermitage di San Pietroburgo, Ural Philharmonic Orchestra, National Chamber Orchestra Of Armenia, Norwalk Symphony Orchestra, Teatro de Las Bellas Artes di Città del Messico, Auditorium RadioTV Slovenia, The Presidential Symphony Orchestra Concert Hall di Ankara, Orchestra Sinfonica Dei Paesi Bassi, I Suoni delle Dolomiti, Napoli Teatro Festival.
Numerose sono le sue collaborazioni con famosi artisti del mondo del cinema, del teatro e della popular music.  Con l’attore Enrico Montesano ha realizzato e diretto un fortunato spettacolo, a un anno dalla scomparsa del celebre pianista e compositore Armando Trovajoli.
Come direttore e arrangiatore ha intrapreso collaborazioni con Tony Hadley, Amii Stewart, Mahamood, Lady Blackbird, Luca Barbarossa, Antonella Ruggiero, Lucio Dalla, Enrico Ruggeri, Alexia, Mario Lavezzi, Extraliscio, Giò Di Tonno, Mauro Ermanno Giovanardi, Fabrizio Bosso, Paolo Fresu, Eddie Daniels, e ha composto musiche per Cinema e TV.
Con l’attore e cantante Neri Marcorè e gli GNU Quartet, ha diretto “Come una specie di sorriso”, tributo sinfonico a Fabrizio De Andrè.
Con Rocco Papaleo ha omaggiato Luigi Tenco a 50 anni dalla scomparsa; con Michele Riondino e Alessandro Haber ha realizzato “The fool on the hill”, rileggendo in musica la storia dei Beatles. 
Con il celebre giornalista sportivo Marino Bartoletti, ha realizzato “Musica a pedali”, spettacolo di teatro musicale con orchestra, sulla storia del ciclismo e del Giro D’Italia.
Ha orchestrato alcuni dei più importanti successi internazionali di Andrea Bocelli, come Con te partirò, Romanza e Canto della Terra, eseguiti in tutto il mondo.
Ha arrangiato e diretto il brano d’apertura del concerto finale del Premio Tenco 2016, tenutosi al Teatro Ariston di Sanremo, con registrazione e diffusione RAI.
Una sua composizione originale è stata scelta come colonna sonora della campagna pubblicitaria Barilla, in onda ininterrottamente dal 1999 al 2006, in TV, Radio, Sale cinematografiche, in Italia e all’estero.
Ha arrangiato e diretto l’Orchestra RAI del Festival Di Sanremo in varie edizioni, ottenendo il primo posto nella votazione della Giuria di Qualità del Festival per il miglior arrangiamento per “Biancaneve” (Mogol – Lavezzi). Al Festival di Sanremo 2021, ha diretto e arrangiato “Bianca Luce Nera” e “Medley Rosamunda” per gli “Extraliscio”, ottenendo il 3º posto nella classifica votata dall’Orchestra del Festival.
È stato membro e Presidente della Giuria di “SanremoLab – Accademia della Canzone di Sanremo” per tre anni consecutivi, selezionando nuove proposte per il Festival di Sanremo, tra tanti giovani cantanti provenienti da tutta Italia.
Dal 2020 collabora con Elisabetta Sgarbi per la realizzazione di innovativi progetti culturali che uniscono la tradizione all’innovazione e sperimentazione musicale, come il progetto artistico degli Extraliscio che unisce la tradizione popolare all’innovazione musicale.
Nel 2021 ha curato gli arrangiamenti orchestrali dell’album “Barcelona” di Freddie Mercury e Montserat Caballé, uno degli esempi più significativi dell’unione della popular music con il mondo classico della lirica, eseguito per la prima volta in versione live per intero in Italia nella suggestiva cornice della Valle dei Templi di Agrigento.
La sua incisione discografica monografica sul compositore Carl Reinecke, comprendente la prima registrazione assoluta dei “Drei Phantasiestucke” per Viola e Pianoforte, pubblicata dall’etichetta Bongiovanni, è stata scelta come “CD del Mese” dalla prestigiosa Rivista “CD Classica”, leader del settore, oltre a ricevere unanime successo di critica dai maggiori magazine specializzati internazionali, quali “Piano Time” (Italia), “Diapason” (Francia), “Fanfare” (U.S.A.), e altri.
Nel 2020 esce per l’etichetta Stradivarius un CD monografico sul compositore americano Ney Rosauro, con l’Orchestra Haydn di Bolzano e Trento diretta da Roberto Molinelli.
Come compositore e arrangiatore pubblica il CD “Favorite Italian Movie Music” per l’etichetta Delos International, con musiche di Ennio Morricone e Roberto Molinelli eseguite da Federico Mondelci e dalla Moscow Chamber Orchestra.
Nel 2019 pubblica per l’etichetta SONY Classical il CD “Tango Seasons”, con le sue elaborazioni delle Tango Seasons di Piazzolla, scritte per il violinista Andrès Gabetta, il bandoneonista Mario Stefano Pietrodarchi e la Capella Gabetta.
Nell’ambito della popular music realizza, per l’etichetta Sony Music, i due lavori discografici degli Extraliscio: “È bello perdersi” (2021) e “Romantic Robot” (2022), dei quali cura tutti gli arrangiamenti orchestrali.
Ha recentemente fondato l’etichetta discografica “Recantus Classics”, della quale è anche direttore artistico, con cui ha prodotto, tra le altre cose, il progetto “Tango all’Opera”, uscito su CD, Vinile e sulle principali piattaforme streaming. Il video tratto dal singolo “El Tanguero de Sevilla” è stato trasmesso da Sky Classica e pubblicato sul sito della Rivista “Amadeus”.
Dal 1998 collabora in modo costante come direttore d’orchestra, compositore ed arrangiatore con Istituzioni Concertistiche Orchestrali quali l’Orchestra della Magna Grecia, l’Orchestra dell’Istituzione Sinfonica Abruzzese, l’Orchestra Haydn di Bolzano e Trento, l’Orchestra Sinfonica di Sanremo, l’Orchestra Sinfonica Siciliana, Orchestra Arturo Toscanini e la FORM – Orchestra Filarmonica Marchigiana.
Dal 2009 è Direttore per l’Innovazione dell’Orchestra Sinfonica G.Rossini.
Dal 2019 è Direttore Principale Ospite della Russian Philharmonic Orchestra, Mosca (Russia).
Dal 2021 è Direttore per i Progetti Speciali dell’Istituzione Sinfonica Abruzzese.
Insegna Viola e Tecniche Compositive Pop-Rock presso il Conservatorio “A. Boito” di Parma.

## Opere
- Chanson antique, per flauto, viola e arpa, 1986.
- Milonga Para Astor, per viola, violoncello e orchestra d'archi, 1988.
- Tosca... tu a me una vita, io a te chieggo un istante!, fantasia-racconto dall'opera Tosca di Giacomo Puccini per viola e orchestra d'archi, 1997.
- Movie Concerto, scene scritte in forma di colonna sonora, per viola e orchestra sinfonica, 1999.
- Padre nostro, per tenore e orchestra sinfonica, 2000.
- Leonard ouverture, per grande orchestra sinfonica, 2000.
- Montessoriana, cantata per soprano, voce recitante, viola, coro di bambini e orchestra, libretto di Paolo Peretti, 2000.
- Four pictures from New York, per sassofono e orchestra sinfonica, 2001.
- Opus 7, nº 5, variazioni su un tema di Haendel per orchestra sinfonica, 2001.
- Elegia per Manhattan, per viola, violoncello e orchestra d'archi, 2001.
- Cadenza, per il Concerto nº2 in si minore per violino e orchestra "La campanella" di Niccolò Paganini, 2001.
- Impressioni di metà secolo, per ottavino, flauto, flauto in sol e flauto basso, 2002.
- Due cadenze, per il Concerto in do minore per viola e orchestra di Johann Christian Bach, 2002.
- Once upon a memory, quattro racconti stagionali per armonica a bocca, bandoneon, pianoforte narratore e orchestra sinfonica, 2003.
- Processo a Babbo Natale, opera buffa in un atto per soprano, bass-baritone buffo, pop vocalist, coro e orchestra sinfonica, 2003.
- Twin legends, per violoncello e orchestra d'archi, 2004.
- Crystalligence, per violoncello solo, 2005.
- Papa Wojtyla, oratorio multimediale per soli, rapper, voce recitante, coro e orchestra sinfonica, 2006.
- Once upon a memory, per viola, pianoforte, batteria e orchestra d'archi, 2007.
- The Lodger, colonna sonora originale per l'omonimo film muto di Alfred Hitchcock, 2008.
- Trittico, per bandoneon e orchestra, 2009.
- Nubicuculìa, musiche di scena, 2009.
- Sempre caro mi è, per flauto, arpa, violino, violoncello e pianoforte, brano commissionato dall'Ente Parco naturale regionale del Monte San Bartolo, 2009.
- Chanson y Milonga, per arpa e pianoforte, 2009
- Preghiera ad Iside, per baritono e orchestra d'archi, su testo rinvenuto nella Piramide di Unas, 2009
- FJH Divertimento - sul nome Franz Joseph Haydn, per orchestra sinfonica, commissione Orchestra Haydn di Bolzano e Trento, 2009
- Iconogramma, concerto in quattro movimenti per violoncello e orchestra sinfonica, 2010
- Saxwalk, per saxofono e orchestra d'archi, 2010
- S Come..., per fisarmonica, bandoneon e orchestra, 2011
- Bridges, per due clarinetti e orchestra, per Eddie Daniels e Corrado Giuffredi, 2012
- Eos, per violoncello solista e orchestra di violoncelli (per Mario Brunello), 2012
- Zorn Hoffnung Gesang, per violino e orchestra sinfonica, per Domenico Nordio su commissione del Concorso Internazionale di Composizione 2 Agosto, 2012
- Il Bosco della Musica, Commissionato dal Premio Internazionale di Fisarmonica Città di Castelfidardo (PIF), 40ª edizione, 2015
- Aeraqua, per Violino e Viola, per Piercarlo Sacco e Anna Serova, 2015
- Racconti D'Isonzo, per Violino e Pianoforte, brano d'obbligo al 36º Concorso Internazionale di VIolino Premio "Rodolfo Lipizer", 2017
- Lady Walton's Garden, per Viola e Orchestra Sinfonica, su commissione dei Giardini La Mortella e della Fondazione William Walton, 2018
- William's Rock, per Viola, Viola d'amore, Chitarra elettrica e Orchestra sinfonica, 2019
- Tango all'Opera, progetto discografico sulla rielaborazione di celebri arie d'opera nello stile del Tango tradizionale argentino, 2020
- The Missing E, per Viola, Mandolino, Chitarra, Quena, Bombo, Bandoneon, 2022